# 落下
落下（らっか）とは、地球と物体が引き合って近づいていく様子を地上でみたとき、あたかも物体に一定方向の一様な力が働いて落ちていくかのように見える現象である。
これはほぼ等加速度運動であるとみなせる（実際には落ちるに従って加速度は上がる。地球との距離が小さくなるため）。また、位置エネルギーが運動エネルギーへ転換している現象ともいえる。
万有引力の法則により、地球の近傍の物体は地球との距離に応じて地球と引かれ合っている。われわれ人間の視点からみれば地球は非常に巨大なため、地上では一様な大きさの地面へ向かう重力が働いていると見なせる。